# Beladau
Der Beladau ist ein Dolch aus Indonesien.

## Beschreibung
Der Beladau hat eine einschneidige, gebogene Klinge. Die Existenz zweischneidiger Varianten ist bisher nicht belegt. Die Klinge wird vom Heft zum Ort schmaler und läuft gebogen spitz zu. Die Klinge hat einen Mittelgrat. Die Schneide befindet sich auf der konkaven Seite der Klinge. Das Heft besteht aus Holz, ist rund gearbeitet und poliert, der Knauf ist bohnenförmig. Die Scheiden bestehen meist aus Holz und sind im Querschnitt oval. Sie sind gebogen und am Ortbereich nochmals zum Klingenrücken umgebogen. Sie werden von Ethnien aus Indonesien benutzt.